# Andreo Cseh
Pour les articles homonymes, voir Cseh.
Dans le nom hongrois Cseh András, le nom de famille précède le prénom, mais cet article utilise l’ordre habituel en français András Cseh, où le prénom précède le nom.
András Gergely János Cseh, né le 12 septembre 1895 et mort le 9 mars 1979, plus connu sous le nom d'Andreo Cseh, est un prêtre catholique hongrois qui s'est fait connaître en inventant une méthode originale de l'enseignement de l'espéranto : la méthode Cseh.

## Biographie

### Jeunesse
Andreo Cseh nait le 12 septembre 1895 à Luduș, de Otto Felix Cseh, fonctionnaire d’originaire tchèque et Gabriella Komaromy,.
Il devint espérantiste en 1910. Il devint prêtre en 1919 et exerça peu de temps dans quelques villes. En 1920 à Sibiu il mit au point sa méthode dont le succès lui a valu d'être invité à Târgu Mureș  où il guidait plusieurs cours. De là il se rendit à Cluj, guida des cours et réorganisa le mouvement espérantiste roumain. À l'automne 1922, sur l'invitation de H. Fischer il s'installa à Bucarest et ensemble ils fondèrent Esperanto-Centro Rumana (Centre Espéranto Roumain). Pendant deux ans il s'activa à la propagande et à l'enseignement de l'espéranto. Il devint en 1921 délégué principal de l'association mondiale d'espéranto pour la Roumanie. En 1924 son évêque le baron Majláth lui donna la liberté de se consacrer entièrement à la diffusion de l'espéranto. La même année il devint secrétaire de ICK (eo) et reçut la mission de faire un voyage de propagande à travers plusieurs pays. Il participa aux travaux préparatoires des congrès mondiaux d’espéranto de Genève (1925), Danzig (1927) et Budapest (1929). En automne 1927, la fédération suédoise d'espéranto (eo) l'invita en Suède et après une tournée de conférences dans le pays il donna des cours à Stockholm, entre autres au parlement. C'est en Suède que commença son "apostolat triomphal" à travers divers pays. Ses cours avaient partout un succès extraordinaire, de sorte que la presse espérantiste parlait alors d'une renaissance de l'espéranto.
En 1928 il donnait des cours en Estonie. En 1929 à Budapest il donna son premier cours international de pédagogie, qu'il reprit à Arnhem (1930) puis à Cracovie (1931 ). En octobre 1929 on l'invita en Estonie en Lettonie et en fin d'année aux Pays-Bas. Il donna des cours aussi à Dresde, en Norvège, à Berlin, à Paris, en  Suisse et finalement dans plusieurs villes des Pays-Bas.
En mai 1930 il fonda avec les époux Isbrücker l'Institut International Cseh d'Espéranto (eo)  à La Haye. En 1932 il fonda la revue La Praktiko dont il fut rédacteur en chef.
Le 14 avril 1942 au cours d'une réunion clandestine organisée pour célébrer le 25e anniversaire de la mort de Zamenhof, il est décidé de créer une organisation appelée Universala Ligo (eo), inspirée par les idées fédéralistes de Clarence Streit, dont Cseh et Julia Isbrücker seront parmi les principaux  animateurs. La revue "La Praktiko" deviendra alors l'organe de Universala Ligo dont Cseh sera rédacteur jusque dans les années 1970.
Il meurt le 9 mars 1979 à La Haye

## La méthode Cseh
La méthode Cseh est une méthode d'enseignement directe de l'espéranto : l'enseignant peut ainsi faire son cours directement en espéranto sans s'aider de sa langue nationale, ce qui permet d'organiser des cours en milieu international. Cette méthode demande un fort investissement de l'enseignant car il doit tout expliquer à travers les mots et notions déjà connues. Dans cette méthode on n'utilise pas de manuel, mais des images puis des textes.